# Wicker Man (Alton Towers)
Wicker Man is een houten achtbaan in het Britse attractiepark Alton Towers. De baan is gebouwd door Great Coasters International.

## Aankondiging en bouw
In maart 2016 werd in het park aangekondigd dat er een nieuwe grote attractie gebouwd zou worden. Toen werd in het park een groot bord geplaatst met daarop "SW8", voluit "Secret Weapon 8". Secret Weapon is de naam die alle grote nieuwe attracties in Alton Towers tijdens de bouw krijgen alvorens de echte naam wordt bekendgemaakt.
Op 31 mei 2016 raakte bekend dat de nieuwigheid een houten achtbaan zou worden, nadat die dag bouwplannen gepubliceerd waren. Dat was een vreemde keuze, aangezien Nick Varney, de directeur van parkeigenaar Merlin Entertainments, in 2013 nog gezegd had dat de parkengroep een houten achtbaan geen goede investering vond. Mogelijk had het ongeluk met The Smiler van een jaar eerder, dat de bezoekersaantallen met een kwart had laten terugvallen, iets met deze ommezwaai te maken.
De bouw startte in september 2016. Hiervoor werd eerst de boomstambaan The Flume gesloopt. De bouw verliep volgens schema en in november 2017 was de achtbaan bijna af. Eind januari 2018 werden de eerste testritten gereden.

## Opening
De opening van de achtbaan stond gepland voor maart 2018. Om de opening niet te moeten uitstellen, werd pas heel laat een precieze openingsdatum bekendgemaakt. Begin maart werd aangekondigd dat dat 17 maart zou zijn. Een paar weken eerder konden pers en fans wel al een ritje maken. Op 17 maart moest de achtbaan echter toch dichtblijven door de weersomstandigheden. Wicker Man kan namelijk niet draaien bij temperaturen lager dan 2 graden, en de temperaturen kwamen die dag niet boven het vriespunt. Bovendien waren er die dag harde windstoten. De officiële opening werd uitgesteld naar 24 maart. Op 20 maart werd de achtbaan voor het eerst geopend voor het aanwezige publiek. De wachttijd liep vrijwel meteen op naar 120 minuten.

## Thema
Midden in de achtbaan staat een grote nagebouwde wicker man van hout. Een wicker man was - volgens de overlevering - bij de Kelten een grote houten pop van wilgenhout die zou worden gebruikt voor mensenoffers door de pop in brand te steken. Dat wordt bij de achtbaan nagebootst met vuureffecten. Daarmee is het ook de eerste houten achtbaan ter wereld die de twee elementen hout en vuur op deze manier combineert.
De verhaallijn is gebaseerd op de Britse film The Wicker Man uit 1973. Hierin belandt een politie-inspecteur op een afgelegen Schots eiland, waar hij een volk ontmoet met Keltische gebruiken als de wicker man. Het pretpark noemt dit volk the Beornen.